# ميت خاقان
قالب:حي مصري
ميت خاقان إحدى قرى مركز شبين الكوم التابع لمحافظة المنوفية بجمهورية مصر العربية. مع توسّع مدينة شبين الكوم، أصبح الحي جزءً من المدينة، وفريقها نادي ميت خاقان يلعب في الدوري المصري الدرجة الثانية.

## التاريخ
قرية ميت خاقان من القرى القديمة، حيث وردت باسم «منية خاقان» في أعمال المنوفية ضمن قرى الروك الصلاحي التي أحصاها ابن مماتي في كتاب قوانين الدواوين، كما وردت باسم «منية خاقان» في أعمال المنوفية ضمن قرى الروك الناصري التي أحصاها ابن الجيعان في كتاب «التحفة السنية بأسماء البلاد المصرية». وفي العصر العثماني وردت باسم «منية خاقان» في التربيع العثماني الذي أجراه الوالي العثماني سليمان باشا الخادم في عصر السلطان العثماني سليمان القانوني ضمن قرى ولاية المنوفية، وفي تاريخ 1228هـ/1813م الذي عدّ قرى مصر بعد المسح الذي قام به محمد علي باشا باسم «ميت خاقان» ضمن قرى مديرية المنوفية.

## السكان
بلغ عدد سكان ميت خاقان وحصتها 21,205 نسمة، حسب الإحصاء الرسمي لعام 2006.